# Aqueduc du Loing et du Lunain
L'aqueduc du Loing et du Lunain est un aqueduc situé à Cachan en région parisienne.

## Historique
Il a été achevé en 1900.
Sur toute sa longueur, il est établi suivant le système des siphons. Ses sections en relief sont recouvertes de gazon.
Il transfère son eau vers Paris et complète l'aqueduc de la Vanne, qu'il rejoint au niveau de la forêt de Fontainebleau, au quartier de la Croix du Grand-Maître, après l'usine élévatoire de Sorques. Trois jours sont nécessaires pour acheminer l'eau au réservoir de Montsouris.
Sa partie centrale est surélevée pour éviter le fond de la vallée.

## Confortations souterraines

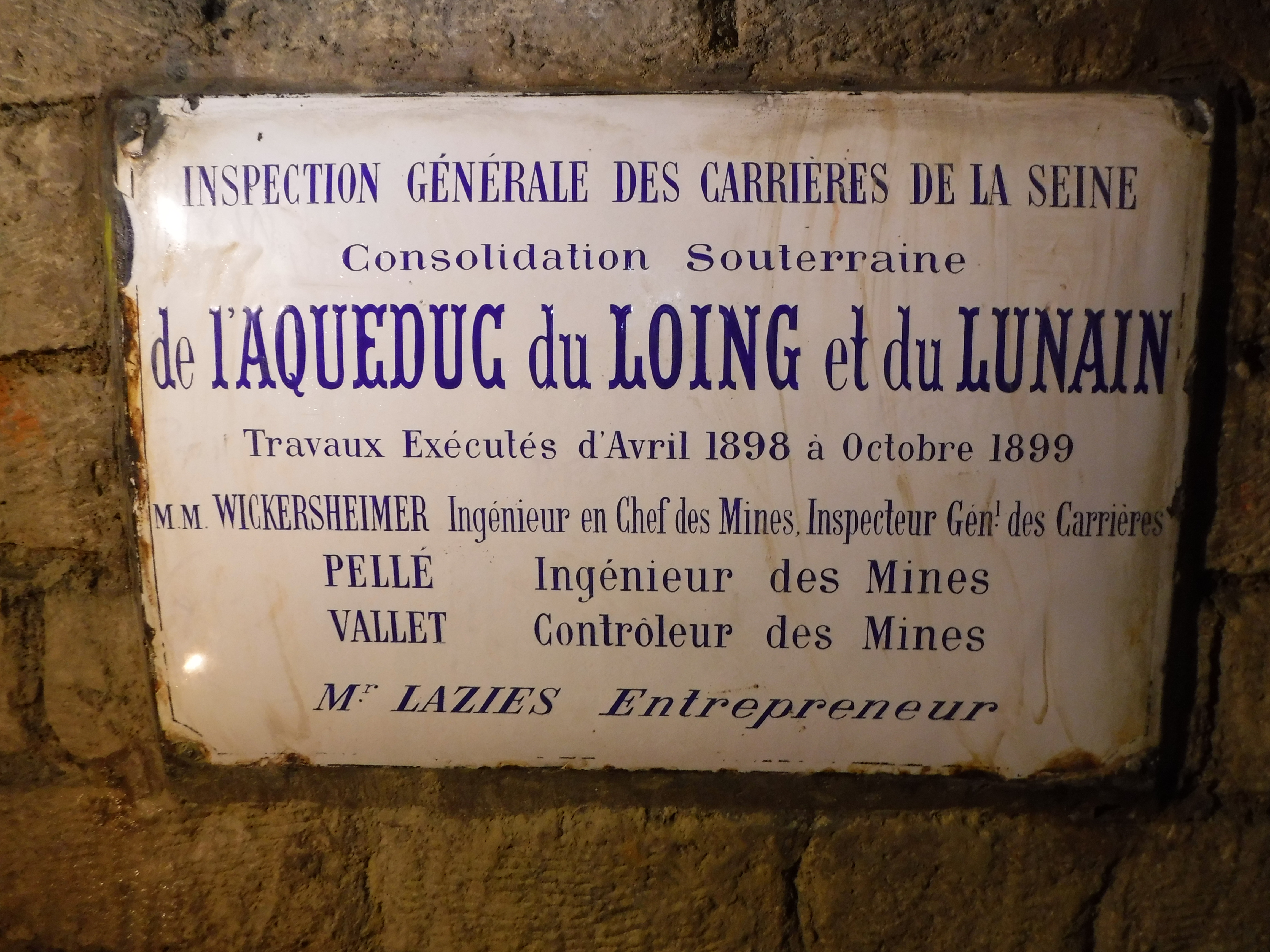
Plaque émaillée de commémoration des consolidations

L'aqueduc passe sous l'avenue Aristide-Briand à Cachan, sur le tracé de la route départementale 920, au nord de la rue Jean-Marin Naudin. Sous cet aqueduc, se trouve un niveau de nombreuses carrières souterraines, vieilles de plusieurs siècles, certaines non cartographiées, le tout sur une longueur de trois kilomètres.
Des travaux spécifiques de consolidations ont été donc réalisés sous la direction d'Émile Wickersheimer, inspecteur général des carrières, afin de supporter la masse de l'édifice, et de garantir la stabilité de ses fondations, par l'ingénieur des mines Maxime Charles Joseph Pellé et le contrôleur des mines Charles Louis Dieudonné Vallet. Celui-ci a été rémunéré 500 francs pour ces travaux.

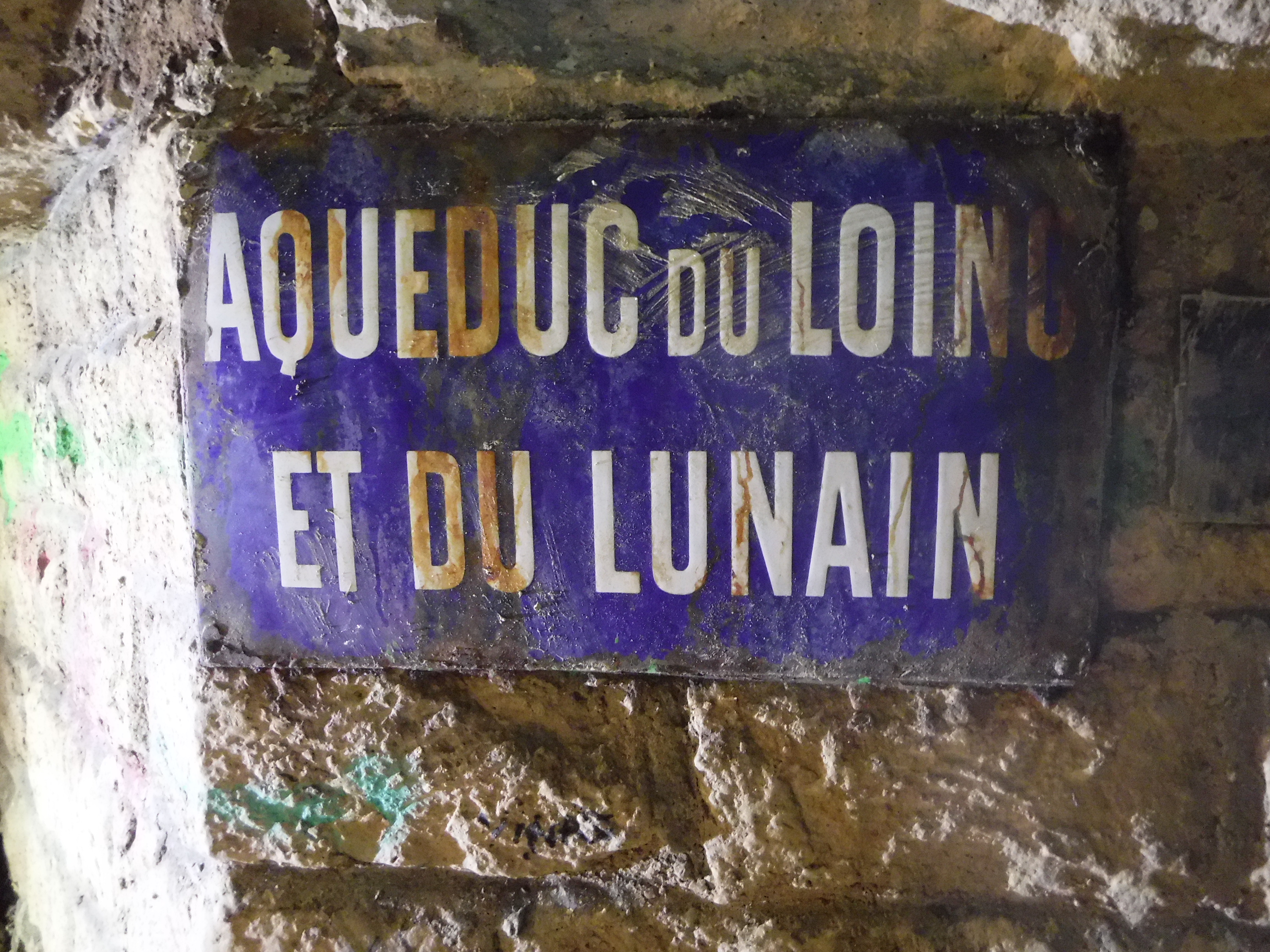
Plaque émaillée dans des galeries souterraines, le long du parcours de l'aqueduc

Plus loin vers l'est, un puits de communication existe entre cet ouvrage et les regards 10 et 11 de l'aqueduc Médicis, qui le traverse perpendiculairement.
Des travaux similaires ont été réalisés en 1902 dans Paris, rue de la Tombe-Issoire, sous la conduite d'amenée des eaux du Loing et du Lunain.

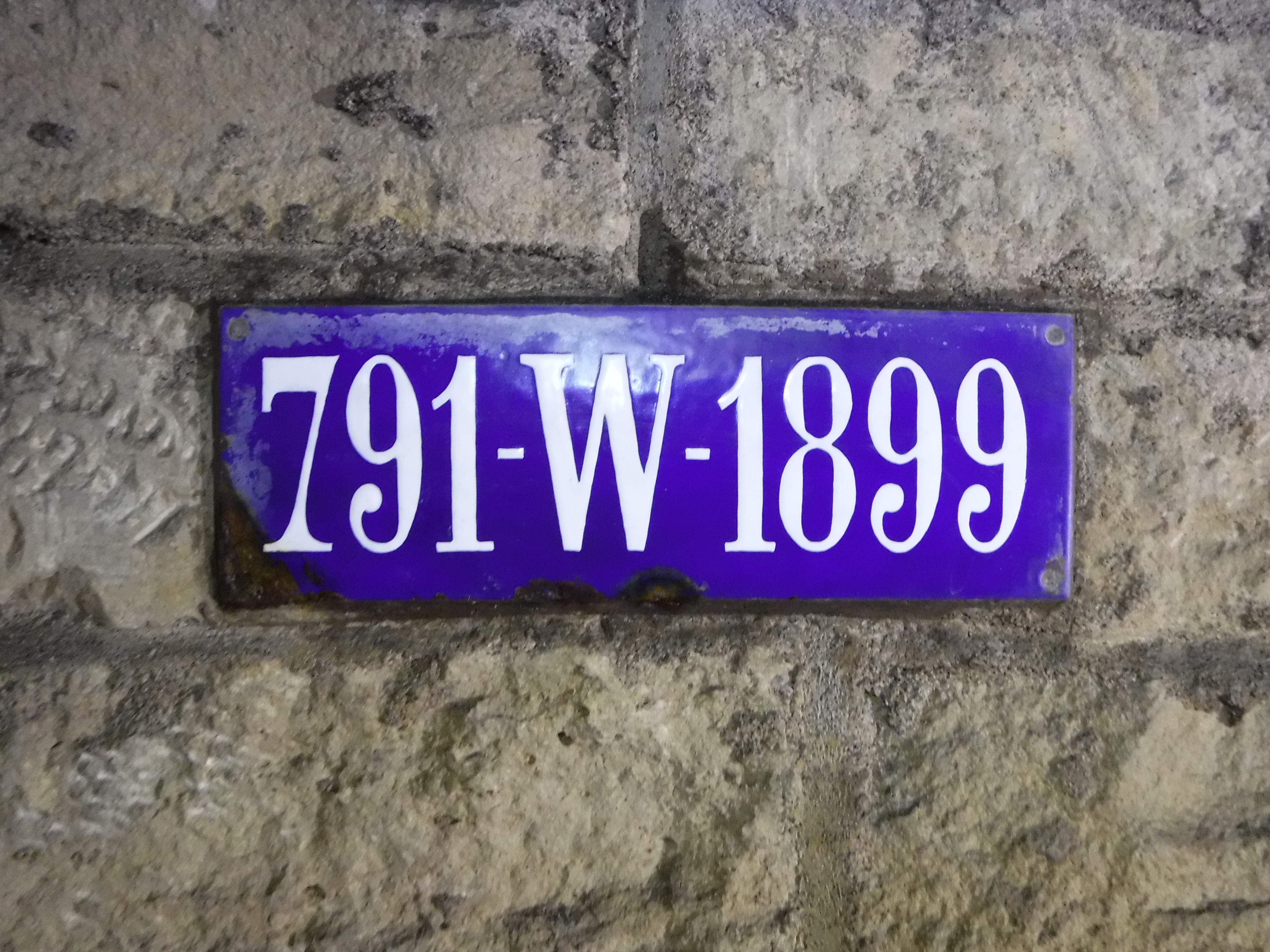
Plaque émaillée sur une confortation de Charles Wickersheimer, comme l'indique l'initiale "W"